# Volo
Volo Airways Dominicana (anteriormente Aeronaves Dominicanas y AeroDomca) es una aerolínea chárter con sus oficinas principales y base de operaciones en el Aeropuerto Internacional de Las Américas en Santo Domingo, República Dominicana.

## Destinos
La aerolínea opera en las principales ciudades de República Dominicana y el Caribe. Ofrece servicios de traslado, acmi, carga, sobrevuelo, publicidad, ambulancia aérea y tours.

## Flota
Volo opera en la actualidad la siguiente flota:
| Aeronaves         | En servicio | Pedidos | Pasajeros (clase única)                           | Matrículas                                        | Antigüedad                                        |
| ----------------- | ----------- | ------- | ------------------------------------------------- | ------------------------------------------------- | ------------------------------------------------- |
| Embraer ERJ-140LR | 1           |         | 44                                                | HI-1112                                           | 22,7 años                                         |
| Embraer ERJ-145   |             | 2       | 50                                                |                                                   |                                                   |
| Total             | 1           | —       | Edad media de la flota (abril de 2025): 22,7 años | Edad media de la flota (abril de 2025): 22,7 años | Edad media de la flota (abril de 2025): 22,7 años |

### Flota histórica
| Aeronaves          | Número | Introducido | Retirado  | Matrículas |
| ------------------ | ------ | ----------- | --------- | ---------- |
| LET L-410 Turbolet | 1      | 2002        | ¿c. 2005? | HI-761CT   |